# Darkhei Moshe
El Darkhei Moshe (en hebreo: דרכי משה) es un comentario del Arba Turim y del Beit Yossef, el cual a su vez es un comentario del Tur. El Darkhei Moshe fue escrito por el Rabino polaco asquenazí Moses Isserles (nacido en Cracovia en 1530- fallecido en Cracovia en 1572).
El Arba Turim es una de las fuentes que el Rabino Joseph Caro utilizó para escribir el Shulján Aruj, el código sobre la ley judía (la halajá), un libro aceptado y estudiado por la mayoría de judíos ortodoxos del Mundo. Isserles inicialmente quería que su libro sirviera como base para posteriores decisiones legales. Su obra evalúa las regulaciones del Tur, un libro que era ampliamente aceptado tanto por los judíos asquenazíes como por los sefardíes, y comparó aquellas regulaciones con las decisiones de las autoridades rabínicas en materia de halajá. 
El Beit Yossef fue publicado mientras Isserles estaba trabajando aun en el Darkhei Moshe. Reconociendo que la obra del Rabino Joseph Caro había alcanzado ampliamente sus objetivos, Isserles publicó su obra en un nuevo formato modificado. Al publicar su libro, el Rabino Isserles ofreció un gran servicio a la judería asquenazí, ya que se basó en los dictámenes de las autoridades rabínicas asquenazíes para redactar su obra. Un resumen de la obra original ha sido publicado conjuntamente con el Tur; la versión completa del Darkhei Moshe ha sido publicada por separado.